# Bruce Almighty
Bruce Almighty (bra: Todo Poderoso; prt: Bruce - O Todo-Poderoso) é um filme de comédia e fantasia estadunidense de 2003, dirigido por Tom Shadyac e escrito por Steve Koren, Mark O'Keefe e Steve Oedekerk. O filme é estrelado por Jim Carrey como Bruce Nolan, um repórter de TV que questiona a Deus, interpretado por Morgan Freeman, por não estar fazendo seu trabalho corretamente e este oferece a chance de tentar ser o próprio Deus por uma semana. É co-estrelado por Jennifer Aniston, Lisa Ann Walter, Philip Baker Hall e Steve Carell. O filme é a terceira colaboração conjunta de Shadyac e Carrey, tendo trabalhado juntos anteriormente em Ace Ventura: Pet Detective em 1994 e Liar Liar em 1997.
Quando lançado nos cinemas americanos em 23 de maio de 2003, Bruce Almighty estreou com 85,9 milhões de dólares arrecadados nas bilheterias; o filme surpreendeu os especialistas em cinema quando venceu Matrix Reloaded em receita no fim de semana seguinte. Ao final de sua exibição teatral, o longa faturou 242 milhões de dólares no mercado interno e um total de 484 milhões de dólares em todo o mundo, tornando-se o quinto filme de maior bilheteria de 2003.
Evan Almighty, uma sequência derivada focada no personagem de Carell, com Shadyac e Oedekerk voltando a dirigir e escrever, e Freeman também reprisando seu papel, foi lançada em 2007.

## Enredo
Bruce Nolan é um repórter de televisão da Eyewitness News na WKBW-TV em Buffalo, Nova York, mas deseja ser o âncora de notícias. Bruce está em um relacionamento com sua namorada, Grace Connelly, mas ele também tem uma queda por sua colega de trabalho, Susan Ortega, uma moça bastante atraente e sensual que faz pouco caso de Bruce, para desgosto do mesmo. No entanto, Bruce sofre de má sorte constante e atinge seu ponto de ruptura quando ele é preterido para a promoção de seu rival, Evan Baxter, que mais tarde rouba o diálogo de Bruce enquanto aceita a promoção no ar. Isso faz com que o próprio Bruce, bastante frustrado, tenha um acesso de fúria ao vivo e critique agressivamente e insanamente a emissora durante seu primeiro live report, e ele é prontamente demitido. Após uma série de outras desgraças (ser espancado por um grupo de bandidos de rua que vandalizam seu carro e depois bater seu carro em um poste da rua), Bruce atira sua frustração em Deus, culpando-o e alegando que Ele é "o único quem deve ser demitido".
Após inúmeras blasfêmias ditas contra Deus, Bruce depois recebe uma mensagem em seu pager, direcionando-o para um armazém vazio, onde ele encontra o próprio Deus em forma humana, que se oferece para dar a Bruce o seu trabalho para ver se Bruce pode fazer coisas melhores em sua função. Inicialmente, Bruce duvida do que acabara de acontecer e até chega a testar Deus, mas certas repentes fazem com que ele de fato acredite. Mesmo lhe concedendo seus poderes afim de Bruce usá-los livremente, Deus ainda dá a Bruce duas regras que ele deve seguir: Bruce não pode dizer a ninguém que ele é Deus, e também não pode usar seus poderes para interferir no livre arbítrio. Inicialmente, Bruce fica exultante com os poderes, usando-os para ganho pessoal, como se vingar da gangue de rua que o atacou mais cedo, transformando suas roupas e seu carro danificado em um Saleen S7 e impressionando sexualmente Grace.
Bruce também encontra maneiras de usar os poderes para causar eventos milagrosos em eventos mundanos que ele cobre, como descobrir o corpo de Jimmy Hoffa, recuperar o seu emprego e fazer um meteoro pousar inofensivamente perto de um campo onde ele realiza uma reportagem. Bruce, ainda querendo a posição de âncora, bem como querendo se vingar de Evan Baxter por provocá-lo, usa seus poderes para fazer Evan se humilhar no ar, fazendo com que este seja substituído em seu favor como o novo âncora do telejornal. Depois de levar Grace para um jantar chique e contar sobre sua promoção (decepcionando-a, uma vez que ela achava que ele ia propor casamento), Bruce começa a ouvir vozes em sua cabeça. Ele reencontra Deus, que explica que as vozes são orações a Deus e que Bruce precisa lidar com elas. Após algumas tentativas pouco funcionais de organizar as orações, Bruce cria um sistema de e-mail para receber orações e respondê-las - mas descobre que o fluxo é grande demais para ele, mesmo com o uso de seus poderes. Então ele configura o computador para responder automaticamente "sim" a cada oração, pensando que isso fará todos felizes.
Com a promoção de Bruce, a popularidade dele cresce de forma significativa, assim como seu salário, assim, é promovida uma festa para celebrar tal promoção, na qual ele finalmente consegue a atenção que sempre quis de Susan, que o seduz e o beija, mesmo diante da resistência do mesmo. Quando Grace chega e vê os dois se beijando, fica furiosa e rompe imediatamente a relação, indo embora sem pensar duas vezes; Bruce a segue para fora do local da festa, mas ela está com o coração partido diante da traição e não quer ouvir seu agora ex-noivo. Ele tenta usar seus poderes para convencer Grace a ficar, mas não pode influenciar seu livre-arbítrio. Enquanto Bruce olha em volta, ele percebe que automaticamente conceder as orações de todos mergulhou a cidade no caos, assim, desesperado, ele retorna a Deus, que explica que apesar de quão caóticas as coisas parecem, sempre há uma maneira de fazer as coisas certas, e que Bruce deve descobrir uma maneira de resolver os problemas sozinho. Bruce então começa a resolver seus problemas comuns no dia-a-dia, como ajudar um homem cujo carro quebrou no trânsito, treinar seu cachorro adequadamente a urinar fora de casa e permitir que Evan tenha seu emprego de volta.
Ainda chateado com o término com Grace, o qual se recusa a tentar superar, Bruce retorna ao seu sistema de computador, tendo brevemente desconectado, e ele encontra muitas orações de Grace sobre Bruce. Enquanto os lê, outra oração dela chega, pedindo ajuda para esquecê-lo. Bruce, desanimado, anda sozinho em uma estrada, pedindo a Deus para recuperar seus poderes e deixar seu destino estar em suas mãos. Bruce é subitamente atingido por um caminhão e recupera a consciência em um vazio branco. Deus aparece e diz a Bruce para orar pelo que ele realmente quer; Bruce reza para que Grace encontre um homem que a faça feliz. Deus concorda e Bruce se encontra no hospital, pouco depois de ter sido milagrosamente revivido pelos médicos. Grace chega e os dois se reconciliam. Após sua recuperação, Bruce retorna à sua função de repórter cômico, mas, ao contrário de antigamente, passa a ter mais prazer em realizar sua profissão. Bruce e Grace anunciam seu noivado na televisão ao vivo durante uma campanha de sangue chamada "Seja o Milagre". O filme termina com um homem sem-teto segurando uma placa com mensagens filosóficas que Bruce havia encontrado em várias ocasiões, finalmente revelando-se como Deus.

## Elenco
- Jim Carrey como  Bruce Nolan
- Morgan Freeman como Deus
- Jennifer Aniston como Grace Connelly
- Philip Baker Hall como Jack Baylor
- Catherine Bell como Susan Ortega
- Steve Carell como Evan Baxter
- Lisa Ann Walter como Debbie Connelly
- Sally Kirkland como Anita Mann
- Nora Dunn como Ally Loman
- Eddie Jemison como Bobby
- Paul Satterfield como Dallas Coleman
- Mark Kiely como Fred Donohue
- Tony Bennett como ele mesmo
- John Murphy como ele mesmo
- Timothy Di Pri como Cameraman
- Lou Felder como Pete Fineman
- Lillian Adams como Mama Kowolski
- Christopher Darga como Vol Kowolski
- Madeline Lovejoy como Zoe
- Noel Gugliemi como Valentão do Beco

## Produção
Em junho de 2000, foi anunciado que a Universal Pictures pagou mais de 1 milhão de dólares por um roteiro específico intitulado "Bruce Almighty" com a intenção de posicionar o roteiro como um veículo de direção para Tom Shadyac por meio de sua produtora Shady Acres sediada em Universal City. Jim Carrey assinou contrato para estrelar o filme em março de 2002 com Steve Oedekerk reescrevendo o roteiro. Anteriormente, Carrey havia sido escalado para estrelar outra comédia da Universal intitulada "Dog Years", que seria dirigida por Gary Ross, mas após o cancelamento do filme, a Universal estava ansiosa para colocar Carrey em outro projeto.
As filmagens de Buffalo foram feitas na "New York Street" dentro do Universal Studios Hollywood. A cena do restaurante onde Tony Bennett canta foi filmada no James Oviatt Building, no centro de Los Angeles. A cena do spa com Jennifer Aniston foi rodada no shoin do The Japanese Garden em Los Angeles.

## Recepção

### Bilheteria
O filme ganhou 67,9 milhões de dólares durante o seu fim de semana de estreia, se tornando um recorde de maior receita num final de semana de estreia para um filme estrelado por Carrey superando O Grinch (2000). Este recorde seria mantido até a estreia de Sonic 2 - O Filme em 2022. Em seus primeiros quatro dias, o filme arrecadou um total de 86,4 milhões de dólares, tornando-se a segunda maior estreia num final de semana de Memorial Day, atrás de The Lost World: Jurassic Park. O filme estreou em primeiro lugar nas bilheterias, batendo Matrix Reloaded. Contudo, esse feito só durou apenas uma semana, já que o filme foi ultrapassado por Finding Nemo. O filme foi lançado no Reino Unido em 27 de junho de 2003 e liderou as bilheterias do país naquele fim de semana; lá, ele arrecadou um total de 8,3 milhões de dólares, superando Batman Forever ao obter o final de semana de abertura mais alto para um filme de Jim Carrey no país.
Bruce Almighty, se juntou a Matrix Reloaded, Finding Nemo, X-Men 2 e Pirates of the Caribbean: The Curse of the Black Pearl para se tornar um dos cinco primeiros filmes a arrecadar mais de 200 milhões de dólares de bilheteria em uma temporada de verão. Ao final de sua exibição nos cinemas, o filme arrecadou 242 milhões de dólares no mercado interno e um total de 484 milhões de dólares em todo o mundo, tornando-se o filme de maior bilheteria de Jennifer Aniston e Jim Carrey em todo o mundo, bem como o quinto filme de maior bilheteria de 2003.

### Crítica
Bruce Almighty recebeu críticas mistas dos críticos. O filme tem uma taxa de aprovação de 49% no Rotten Tomatoes, com base em 189 críticas, obtendo uma classificação média de 5,66/10; o consenso crítico do site diz: "Carrey é hilário nas cenas de palhaçada, mas Bruce Almighty fica atolado em seu enredo". O filme também obtém a pontuação 46/100 no Metacritic, com base em 35 críticas, indicando "resenhas mistas ou médias". O público pesquisado pelo CinemaScore deu ao filme uma nota média "A" em uma escala de "A+" a "F".
Roger Ebert, em sua resenha ao jornal Chicago Sun-Times, deu ao filme três de quatro estrelas, chamando-o de "encantador" escrevendo: "O tipo de filme em que Bruce aprende que, embora ele nunca seja um Deus muito bom, a experiência pode de fato torná-lo um melhor jornalista de televisão"; Ebert também elogiou a atuação de Aniston dizendo: "Aniston, como uma doce professora de jardim de infância e noiva, mostra novamente (depois de The Good Girl) que realmente terá uma carreira no cinema". Robert Koehler, da revista Variety, deu ao filme uma crítica mista: "Há muito pouco feito com uma premissa arrancada do céu de alto conceito, adicionando mais um arquivo ao crescente gabinete de comédias subrealizadas". O jornal Los Angeles Times deu uma crítica negativa e chamou o filme de "não tão poderoso".

### Controvérsias
O filme foi proibido no Egito devido ao retrato de Deus como um homem visualmente comum. As proibições na Malásia e no Egito foram suspensas depois que os conselhos de censura nos respectivos países liberaram o filme apenas com uma censura de idade mais alta (como recomendado para maiores de 18 anos no caso da Malásia).
No filme, como Deus entra em contato com Bruce usando um número de telefone real, em vez de um número fictício da central telefônica padrão 555, várias pessoas e grupos que compartilham esse número receberam posteriormente centenas de telefonemas de pessoas que queriam conversar com Deus, incluindo uma igreja na Carolina do Norte, um pastor no norte de Wisconsin e um homem em Manchester, Inglaterra.

### Prêmios
Recebeu 2 indicações ao MTV Movie Awards, nas seguintes categorias: Melhor Comediante (Jim Carrey) e Melhor Beijo (Jim Carrey e Jennifer Aniston).

## Trilha sonora
O álbum da trilha sonora foi lançado em 3 de junho de 2003, pela Varèse Sarabande. As faixas 8 a 13 são da partitura composta por John Debney, interpretada pela Hollywood Studio Symphony (regida por Pete Anthony) com Brad Dechter e Sandy De Crescent.
1. "One of Us" - Joan Osborne
2. "God Shaped Hole" - Plumb
3. "You're a God" - Vertical Horizon
4. "The Power" - Snap!
5. "A Little Less Conversation" - Elvis vs. JXL
6. "The Rockafeller Skank" - Fatboy Slim
7. "God Gave Me Everything" - Mick Jagger featuring Lenny Kravitz
8. "AB Positive"
9. "Walking on Water"
10. "Bruce Meets God"
11. "Bruce's Prayer"
12. "Grace's Prayer"
13. "Seventh at Seven"

## Sequência
Uma sequência chamada Evan Almighty foi lançada em 22 de junho de 2007, com Steve Carell reprisando seu papel como Evan Baxter e Morgan Freeman retornando ao seu papel de Deus. Embora Shadyac tenha retornado para dirigir a sequência, nem Carrey nem Aniston se envolveram no filme; o personagem de Carrey, Bruce, sequer é mencionado no filme. A sequência, ao contrário do primeiro filme, se tornou uma fiasco de bilheteria e de crítica, obtendo 23% de classificação no Rotten Tomatoes e 37/100 no Metacritic.